# مقاطعة جونسون (وايومنغ)
مقاطعة جونسون (بالإنجليزية: Johnson County)‏ هي إحدى مقاطعات ولاية وايومنغ هي واحدة من المقاطعات الـ23 في الولاية. تقع في الجزء الشمالي الشرقي من وايومنغ وتشترك في الحدود مع ولاية داكوتا الجنوبية وولاية مونتانا. تأسست المقاطعة في عام 1875 وأطلق عليها اسم العميد ريتشارد كوك جونسون، وهو ضابط في الجيش الأمريكي وايومنغ في الولايات المتحدة الأمريكية.